# Bajcsy-Zsilinszky köz
Bajcsy-Zsilinszky köz est une rue de Budapest, située dans le quartier de Terézváros (6e arrondissement).